# János Petróczy
János Petróczy es un deportista húngaro que compitió en piragüismo en la modalidad de aguas tranquilas. Ganó tres medallas en el Campeonato Mundial de Piragüismo entre los años 1958 y 1966, y cinco medallas en el Campeonato Europeo de Piragüismo entre los años 1957 y 1963.

## Palmarés internacional
| Campeonato Mundial | Campeonato Mundial     | Campeonato Mundial | Campeonato Mundial |
| Año                | Lugar                  | Medalla            | Evento             |
| ------------------ | ---------------------- | ------------------ | ------------------ |
| 1958               | Praga (Checoslovaquia) | Medalla de plata   | K4 1000 m          |
| 1963               | Jajce (Yugoslavia)     | Medalla de bronce  | K4 10 000 m        |
| 1966               | Berlín Oriental (RDA)  | Medalla de plata   | K4 10 000 m        |
| Campeonato Europeo |                        |                    |                    |
| Año                | Lugar                  | Medalla            | Evento             |
| 1957               | Gante (Bélgica)        | Medalla de bronce  | K1 4 × 500 m       |
| 1959               | Duisburgo (RFA)        | Medalla de plata   | K2 1000 m          |
| 1959               | Duisburgo (RFA)        | Medalla de oro     | K2 10 000 m        |
| 1961               | Poznań (Polonia)       | Medalla de oro     | K4 10 000 m        |
| 1963               | Jajce (Yugoslavia)     | Medalla de bronce  | K4 10 000 m        |